# Jodis approximata
Jodis approximata là một loài bướm đêm trong họ Geometridae.